# Українська нафтогазова академія
Українська нафтогазова академія (ГО «УНГА») — всеукраїнська громадська організація, яка об'єднує провідних учених, колективи галузевих інститутів, навчальних закладів, установ і підприємств, що розробляють комплекс науково-технічних проблем нафтогазової справи.

## Історія
Створена в 1993 році з ініціативи М. Іванюти (президент УНГА у 1993—1999 рр.), Г. Бойка (президент УНГА у 1999—2000 рр.), П. Шпака, О. Істоміна та інших. Академію очолювали М. Ковалко (2000—2008) і Б. Клюк (2008—2018).
Українська нафтогазова академія налічує 206 академіків і 314 членів-кореспондентів та 43 іноземних члена з США, Канади, В'єтнаму, Бразилії, Мексики, Польщі, Болгарії, РФ, Білорусі, Грузії, Азербайджану. До Академії входять 3 академіка (Є. Крижанівський, О. Лукін, М. Павлюк) та 3 члени-кореспонденти (Д. Єгер, В. Максимчук, М. Якимчук) Національної академії наук України, а також 16 лауреатів Державної премії України в галузі науки і техніки.
З 2018 року президент Української нафтогазової академії — О. Петровський, головний учений секретар — А. Коваль, 1-й віце-президент — О. Ковалко, віце-президенти — Є. Крижанівський і Ю. Колбушкін.

## Структура
Структурно Академія поділяється на 12 відділень:
- геології нафти і газу (Київ);
- геофізичних методів досліджень (Київ);
- техніки і технології буріння (Івано-Франківськ);
- розкриття і випробування пластів (Львів);
- розробки та експлуатації нафтових і газових родовищ (Івано-Франківськ);
- переробки нафти і газу (Київ);
- транспорту нафти і газу (Київ);
- нафтогазового обладнання і механізмів (Івано-Франківськ);
- автоматизації технологічних процесів і виробничо-господарської діяльності (Харків);
- економіки нафтової і газової промисловості (Київ);
- екології та проблем розвитку нафтогазового комплексу (Київ);
- нетрадиційних методів підготовки нафтогазоресурсної бази.

Від початку свого заснування Українська нафтогазова академія забезпечує взаємодію академічних, галузевих та університетських кіл.
У своїй діяльності Академія керується концепцією пріоритетності розвитку вітчизняного нафтогазового комплексу з метою максимально можливого самозабезпечення країни нафтою і газом. Українська нафтогазова академія працює над широким колом питань: теоретичні і прикладні аспекти розвитку економіки нафтогазової промисловості, організації виробництва в ринкових умовах; пошуки покладів нафти в піднасувних комплексах порід та в неструктурних пастках; розробка нового напряму геофізичних методів пошуку та розвідки покладів нафти і газу, що ґрунтується на фізикогеологічних основах взаємодії акустичного, теплового та електричного полів; автоматизація технологічних процесів нафтогазопровідного транспорту і створення нових систем керування ним; наукове забезпечення нафтогазопошукових робіт в українському секторі Чорного і Азовського морів; відновлення і введення в експлуатацію низькодебітних свердловин, законсервованих або закинутих родовищ; підвищення нафтовіддачі; розвиток машинобудування для нафтогазового комплексу.
Фахівці Академії спільно з Українським державним геологорозвідувальним інститутом підготували 6-томний «Атлас родовищ нафти і газу України», ряд термінологічних видань Київського та Харківського відділень Академії.
Академія є співзасновником журналів «Геологія і геохімія горючих копалин», «Розвідка та розробка нафтових і газових родовищ», «Нафтова і газова промисловість» (зараз «Нафтогазова галузь України»).